# なすやタクシー
有限会社なすやタクシー（なすやタクシー）は、宮城県気仙沼市に本社を置くタクシー事業者である。

## 沿革
- 2009年10月1日 - 乗合タクシー「悠悠」運行開始（五十番タクシーから運行事業者交替）[1]。

## 乗合タクシー
以下の乗合タクシー路線を運行している。
新月線上廿ー系統
- 気仙沼（南気仙沼駅前） - 気仙沼駅前 - 前木 - 上廿ー

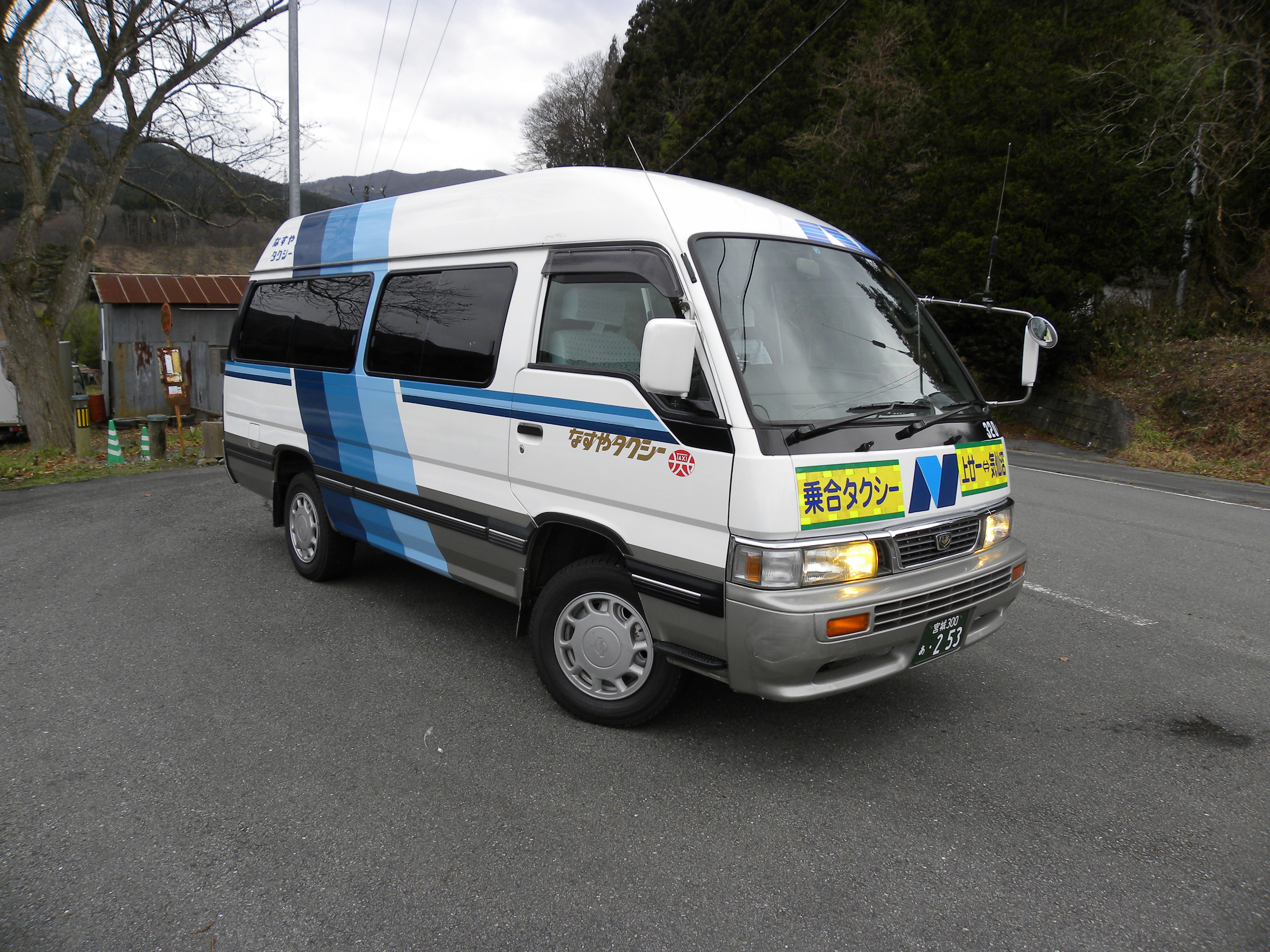
乗合タクシーの車両

  - 「悠悠」の愛称が付けられている。